# Blashyrkh (Mighty Ravendark)
"Blashyrkh (Mighty Ravendark)" es una canción del álbum Battles in the North de 1995, de la banda de black metal Immortal.
El vídeo de la canción fue dirigido por David Palsar, autor también del vídeo de Grim and Frostbitten Kingdoms. En el vídeo aparecen los dos miembros de la banda corriendo por una montaña llena de nieve, mientras es intercalan imágenes de un cuervo sobrevolando la montaña.
Estos dos videoclips fueron parodiados y muy criticados, razón por la cual la banda no volvió a rodar un vídeo.
El 3 de septiembre de 2009 fue publicado el vídeo de la canción «All Shall Fall» en su página web, siendo el primer videoclip de Immortal en 15 años.
- Datos: Q5730141